# Andri Oberholzer
Andri Oberholzer, né le 24 juillet 1996 à Amriswil, est un athlète suisse, spécialiste du décathlon.

## Biographie
Andri Oberholzer naît le 24 juillet 1996 à Amriswil[réf. nécessaire].

## Carrière
Le 16 août 2015, il bat le record national junior du décathlon à Lausanne avec un total de 7 457 points. Le 16 juillet 2017, il bat son record personnel lors des championnats d'Europe espoirs à Bydgoszcz avec 7 827 points et termine sixième.
Il se blesse à l'épaule en février 2018.
Il termine cinquième de l'heptathlon des championnats du monde en salle 2022 à Belgrade en améliorant son record personnel avec 6 099 points.